# Zach McWhorter
Zach McWhorter (* 7. Januar 1999 in Springdale, Arkansas) ist ein US-amerikanischer Leichtathlet, der sich auf den Stabhochsprung spezialisiert hat.

## Sportliche Laufbahn
Zach McWhorter wuchs in Arkansas auf und studiert seit 2020 an der Brigham Young University. Erste internationale Erfahrungen sammelte er bei den Weltmeisterschaften 2023 in Budapest, bei denen er mit übersprungenen 5,75 m im Finale den achten Platz belegte.

## Persönliche Bestleistungen
- Stabhochsprung: 5,86 m, 8. Juli 2023 in Eugene
  - Stabhochsprung (Halle): 5,85 m, 4. Februar 2022 in New York City